# Перший раз (фільм)
Перший раз (англ. The First Time) — американська молодіжна романтична комедія режисера Джона Кездана за власним сценарієм. Доступний на DVD з 21 березня 2013.

## Сюжет
Сором'язливий випускник школи Дейв безнадійно закоханий у першу шкільну красуню. Десятикласниця Обрі зустрічається з самовдоволеним мачо Роні, з котрим вона для чогось має намір втратити цноту і потім, хто зна як би обернулись життя цих двох молодих людей, якби вони випадково не зустрілись на вечірці, яку розігнала поліція. Обрі та Дейв стають друзями, котрі можуть поділитись один з одним найпотаємнішим. Та одного разу їх ніжна дружба починає перетворюватись у щось більше. У те, що у кожного буває в перший раз та про що пізніше буває смішно згадати.

## У ролях
- Ділан О'Браєн — Дейв Ходгмен
- Брітт Робертсон — Обрі Міллер
- Джошуа Малина — батько Обрі
- Крістін Тейлор — мати Обрі
- Адам Севані — парубок з машини